# ヘル・フェスト
『ヘル・フェスト』（原題:Hell Fest）は2018年に公開されたアメリカ合衆国のホラー映画である。監督はグレゴリー・プロトキン、主演はエイミー・フォーサイスが務めた。

## 概略
ハロウィンの夜、大学生のナタリーは友人たちと一緒に遊園地を訪れていた。そこでは、ヘル・フェストというイベントが開催されており、園内にはグロテスクな装飾が施されていた。来訪者は年に1度しか味わえない恐怖を楽しんでいたが、1人だけ別の目的で訪れている者がいた。その男はアザーと名乗っており、園内で次々と人を殺していたのである。アザーは装飾品の中に死体を紛れ込ませたり、イベントの演出を利用して殺人を行ったりしていたので、警備員すら彼の凶行に気付いていなかった。そのため、アザーに目を付けられたナタリーたちは自力で生き残らねばならなかった。

## キャスト
- エイミー・フォーサイス - ナタリー
- レイン・エドワーズ - ブルック
- ベックス・テイラー＝クラウス - テイラー
- クリスチャン・ジェームズ - クイン
- マット・マーキュリオ - アッシャー
- ロビー・アタル - ギャヴィン
- リリス・フューリー - ホラーファン
- トニー・トッド - 客引き
- マイケル・トゥーレック - 警備員
- コートニー・ディアス - ブリトニー
- エル・グレアム - アザーの娘
- スティーヴン・コンロイ - アザー

## 製作
2016年8月11日、ジェニファー・リンチが本作の監督に起用されたと報じられた。しかし、後にリンチは降板することになり、その後任としてグレゴリー・プロトキンが起用された。2018年2月14日、エイミー・フォーサイス、レイン・エドワーズ、ベックス・テイラー＝クラウスがキャスト入りした。3月、本作の主要撮影がジョージア州アトランタで始まった。7月25日、ベアー・マクレアリーが本作で使用される楽曲を手掛けることになったとの報道があった。9月28日、スパークス&シャドーズが本作のサウンドトラックを発売した。

## 公開
当初、本作は2018年10月12日に全米公開される予定だったが、後に公開日は同年9月28日に前倒しされることになった。
2018年7月13日、本作のポスターが初めて公開された。17日、本作のティーザー・トレイラーが公開された。8月21日、シックス・フラッグスがCBSフィルムズと連携し、本作に登場したアトラクションを自社の遊園地3箇所に設置すると発表した。28日、本作のレッドバンド・トレイラーが公開された。

## 興行収入
本作は『ナイトスクール』、『若草物語』、『スモールフット』と同じ週に封切られ、公開初週末に430万ドル前後を稼ぎ出すと予想されていたが、実際の数字はそれを若干上回るものとなった。2018年9月28日、本作は全米2297館で公開され、公開初週末に513万ドルを稼ぎ出し、週末興行収入ランキング初登場6位となった。

## 評価
本作に対する批評家からの評価は伸び悩んでいる。映画批評集積サイトのRotten Tomatoesには64件のレビューがあり、批評家支持率は41%、平均点は10点満点で5.04点となっている。サイト側による批評家の見解の要約は「要求の少ないホラー映画ファンであれば、『ヘル・フェスト』鑑賞中に数回叫び声を上げるかもしれない。しかし、演出も巧みではなく、怖さも足りないので、印象に残る作品とは言えない。」となっている。また、Metacriticには11件のレビューがあり、加重平均値は26/100となっている。なお、本作のCinemaScoreはCとなっている。

## 続編の可能性
2019年1月、プロトキン監督は「本作の続編を製作する意欲はあるし、アイデアもある。もし続編を作るなら、トニー・トッドが演じたキャラクターを掘り下げてみたい」という趣旨のことをインタビューで述べた。